# Часы (фильм, 2010)
«Часы́» (англ. The Clock) — инсталляция видеохудожника Кристиана Марклея. Это зацикленный 24-часовой видеоколлаж из сцен фильмов и телепередач, где показываются часы или упоминается время. Сама инсталляция тоже функционирует как часы: экранное время синхронизировано с реальным, в результате время в фильме является фактическим.
Идея «Часов» пришла Марклею в 2005 году. С помощью лондонской галереи «Белый куб» ему удалось собрать команду для поиска необходимых кадров, которые он монтировал в течение последующих трёх лет. Впервые «Часы» показали в «Белом кубе» в 2010 году. Картина завоевала Золотого льва на Венецианской биеннале 2011 года. Крупные музеи приобрели шесть копий фильма, что позволило привлечь к инсталляции широкое внимание аудитории.

## Содержание

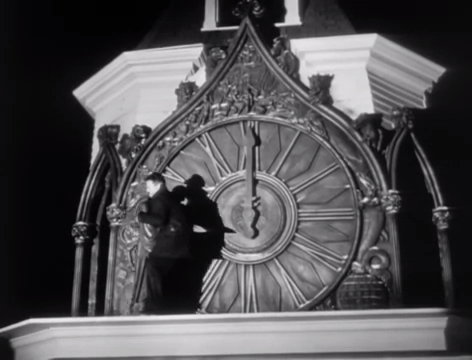
Кульминацию «Чужестранца» Орсона Уэллса показывают в полночь.

После полуночи персонажи ходят по барам и выпивают. Кто-то ищет близости, кто-то злится, что его разбудил телефонный звонок. В ранние часы персонажи находятся одни или спят. Несколько снов мы видим между 3 и 5 часами утра. Около 7 утра персонажи просыпаются. С 9 и до полудня они завтракают и занимаются утренним сексом. С приближением полудня количество динамичных сцен возрастает до звона колокола в вестерне «Ровно в полдень».  Темп картины сразу же замедляется.
Между 4 и 5 часами вечера на первый план выходит транспорт. В это время персонажи часто передвигаются на самолётах, поездах и автомобилях. В 6 персонажи ужинают и устраивают перестрелки. Вечером они ходят на вечеринки. Около 8 вечера начинаются концерты оркестров и театральные представления. По мере приближения полуночи персонажи становятся все более неистовыми, устраивая истерики и требуя отсрочки казни. В полночь Орсон Уэллс пронзен мечом на часовой башне в «Чужестранце», а «Биг-Бен, обычное дело для «Часов», взрывается в V — значит вендетта».

## Создание

### Замысел
«Часы» были задуманы в 2005 году, когда Марклей работал над созданием видеофильма Screen Play. Тогда он искал способ синхронизировать звук с киноматериалом. Просматривая кадры с часами, Марклей задумался, можно ли найти кадры каждой минуты дня. Несколько лет он держал эту идею в секрете, боясь, что кто-то может её украсть. После того, как его девушка Лидия Йи получила должность в Барбикан-центре, Марклей переехал из Нью-Йорка в Лондон в середине 2007 года. Там он предложил фильм галерее «Белый куб», не будучи уверенным в осуществимости проекта. Он получил бюджет более 100,000$, частично покрытый галереей Паулы Купер.

### Разработка
Первые несколько месяцев работы над картиной должны были доказать, что Марклей сможет найти достаточно материала. «Белый куб» помог ему собрать команду из шести человек, которые смотрели DVD-диски и копировали сцены с изображением часов или времени. Сам Марклей был часто незнаком с исходными картинами. Для записи и поиска по сценам команда использовала Google-таблицы. Когда количество выбранных сцен заметно увеличилось, Марклей смог начать работу над склейками между кадрами. Работая в Final Cut Pro, Марклей соединял кадры, стандартизировал видеоформаты и сглаживал звук. Большое влияние на его работу оказал монтаж в фильмах Брюса Коннера. Марклей хотел включить больше необычных, мелодраматических сцен, но беспокоился, что для зрителя это будет утомительно в течение длительного времени. Вместо этого он решил выбирать случайные сцены. Его главный помощник Пол Смит рассказал, что Марклей хотел показать сцены «банальные и простые, но которые были бы интересны в визуальном плане». Из-за перемены в видении картины, был уволен помощник, который сосредотачивался лишь на сценах насилия. Остальные помощники стали специализироваться на отдельных жанрах фильмов.
Спустя шесть месяцев Марклей показал «Белому кубу» несколько готовых последовательностей сцен с уверенностью, что сможет завершить проект. Готовый материал стал занимать слишком много места и Марклею пришлось работать на двух компьютерах Power Mac G5, разделив видео по времени суток. Марклей разделил файлы по часам, которые стали для него, как главы в книге. В каждой папке были различные темы, что позволяло ему создавать картину со свободным повествованием. На монтаж ушло три года. Сцены, не вошедшие в «Часы», стали частью музыкального перфоманса Кристиана Марклея «Каждый день».
В середине 2010 Марклей нанял звукорежиссёра Квентина Чиаппетту, с которым он работал ранее, для работы над звуком в «Часах». Марклей сохранял файлы на диск и отправлял их Чиаппетту, чтобы тот смог выровнять звук. К сентября Марклей понял, что не хватает сотен аудиопереходов, а премьерный показ картины был запланирован уже в следующем месяце. Из-за своего опыта работы диджеем, он не хотел использовать простые затухания между сценами. Он отправился в студию Чиаппетты MediaNoise в Уильямсбурге. Там они вместе работали над саундтреком, используя Pro Tools. В некоторых случаях они создавали совершенно новый звук для сцен. В течение первой недели выставки «Часов» в «Белом кубе» Марклей продолжал исправлять ошибки и дорабатывать звук. В итоговом варианте картины использовано 12 тысяч сцен. Получившийся файл весил так много, что Марклей поручил профессору Мику Грирсону создать программу, которая отдельно воспроизводит аудио- и видеодорожки относительно текущего временем. Программа продолжает работать даже когда музей закрыт, так «Часы» остаются синхронизированы с реальным временем.

## Критика
«Часы» были охарактеризованы как «захватывающие» и «гипнотизирующие». Газета The Guardian назвала их «шедевром нашего времени». Крис Петит похвалил их «безжалостность на грани с истерией, антинарративный драйв» и простую концепцию, отметив, что ему хотелось бы, чтобы он сам додумался до этой идеи  В The New York Review of Books Зади Смит заявила, что «Часы» «не плохие и не хорошие, но грандиозны, может быть, лучший фильм, который вы когда-либо видели». Newsweek назвал Марклея одним из десяти самых важных художников современности. Кристиан Марклей был включён в список Time 100 2012 года.
На Венецианской биеннале 2011 года Марклей был признан лучшим художником на официальной выставке, получив Золотого льва за «Часы». Приняв Золотого льва, Марклей призвал дух Энди Уорхола и поблагодарил жюри за то, что они «дали «Часам» их пятнадцать минут».  Фильм также выиграл в номинации «Лучшей монтаж» на Премии Общества кинокритиков Бостона 2011 года  и был включён в число наиболее важных работ десятилетия по мнению редакторов журнала ARTnews.

## Интерпретации
«Часы» раскрывают свой сюжет в основном за счёт использования перебивок. За кадром, показывающим время, следует кадр с эмоциональной реакцией персонажа, часто выражающей тревогу, страх или скуку. Петит отметил, что влияние повторяющихся реакций без контекста «становится невероятно странным».  Эта последовательность вводит зрителей в поток «Часов», и они часто испытывают индивидуальный гипнотический эффект.
Марклей рассматривал «Часы» как Memento mori.  В отличие от кино, которое само по себе — способ к эскапизму, «Часы» обращают внимание на то, сколько времени зрители потратили на их просмотр.  По мере того как они проводят больше времени с фильмом, его актёры вновь появляются в различных точках своей карьеры. Чтобы сделать эту тему более явной, Марклей включил символы времени и смерти в соединённые кадры. Среди них были закаты, увядающие цветы и горящие сигареты, которые он описал как «символы времени двадцатого века», современную версию горящих свечей.  Марклей включил кадры с проигрывателями и виниловыми пластинками не только как изображение «попыток поймать время и удержать его», но и как ссылку на свои более ранние работы, в которых использовался винил.

### Отношение к другим произведениям
Марклей несколько раз обращался к визуальному искусству, что заметно в «Часах». Его фильм «Телефоны» 1995 года сделан из сцен голливудских фильмов, где персонажи пользуются телефоном. Он был связующим звеном между аудио- и видео-артом Марклея, его прерывистая структура стала шаблоном для «Часов». Фильм с помощью телефона разбивается на несколько дискретных шагов, каждый из которых воспроизводится несколькими фильмами, аналогично эпизодам в «Часах», где акт сна или бодрствования демонстрируется одним персонажем за другим. Его фильм 1998 года Up and Out объединяет видео из «Фотоувеличения» Микеланджело Антониони со звуком из «Прокола» Брайана Де Пальмы. Это был ранний эксперимент с эффектом синхронизации, когда зрители, естественно, пытались найти точки пересечения между двумя работами. Вследствие эксперимента Марклей разработал стиль монтажа, который позже использовал для «Часов». Его инсталляция «Видеоквартет» 2002 года представляет собой 13-минутное видео с четырьмя экранами, непрерывно показывающих сцены из коммерческих фильмов. Комбинации совпадающих звуков и изображений стали моделью для синхронности «Часов».
«Часы» рассматривались как продолжение подобных коллажей, особенно картин Кристофа Жирарде. Лента Жирарде «Феникс» 1999 года, созданная в сотрудничестве с Маттиасом Мюллером, состоит из кадров фильмов Альфреда Хичкока. Они разбиваются на группы, чтобы проиллюстрировать приемы и мотивы Хичкока. Жирарде и Мюллер используют низкокачественные кадры с видеокассет VHS, чтобы привлечь внимание к их назначению. Марклей, напротив, стремится воспроизвести голливудскую продукцию с помощью высококачественных кадров со стандартизованным звуком и соотношениями сторон. Аналог «Часов» — работа Жирарде 2003 года «60 секунд» — это 60-секундный фильм, предназначенный для цикличного воспроизведения. 60 коротких снимков показывают стрелки часов и часы, отсчитывающие секунды. Жирарде хотел показать, насколько взаимозаменяемыми могут быть кадры в кино. Мюллер назвал фильм «Часами» «в концептуальной, минималистской основе».  В 2005 году Этьен Шамбо представил L'Horloge, программу, которая показывает время, используя изображения часов в фильмах. Выбор Шамбо неподвижных изображений даёт L'Horloge более медленный, более равномерный темп, тогда как «Часы» экспериментируют с ритмом коммерческих фильмов.